# Karina Carsolio
Karina Carsolio Ávila, née le 28 septembre 1993 à Mexico, est une coureuse de fond mexicaine spécialisée en skyrunning. Elle est championne d'Amérique du Nord et centrale de skyrunning 2023.

## Biographie
Née des parents alpinistes Carlos Carsolio et Elsa Ávila, Karina Carsolio grandit avec la passion de la montagne de ses parents et se met à l'escalade à l'âge de 14 ans. Elle abandonne ensuite ce sport lorsqu'elle déménage au Canada pour ses études où elle se met à pratiquer le hockey sur glace. À son retour au Mexique, elle se met à la course à pied et découvre le skyrunning où elle se découvre un talent,.
Elle décroche ses premiers succès sur la scène nationale et remporte notamment l'épreuve de 50 kilomètres de l'Ultra-Trail de México en 2015.
Le 28 septembre 2019, elle s'élance depuis le petit village de Santiago Cuauhtenco et entreprend l'ascension de l'Iztaccíhuatl. Elle atteint le sommet après 3 h 45 et après une brève pause pour faire un petit film, elle redescend et complète la boucle en 6 h 5 min 12 s, réalisant un nouveau record d'aller-retour. Elle profite de la médiatisation de son exploit pour alerter sur le réchauffement climatique et notamment sur la fonte du glacier Ayocolo.
Elle se révèle sur la scène internationale le 18 juillet 2021, lors de la Dolomyths Run, manche de la Golden Trail World Series. Laissant les favorites Judith Wyder et Marcela Vašínová se battre en tête pour la victoire, elle assure la troisième place.
Le 25 juin 2022, elle prend le départ du Monte Rosa SkyMarathon faisant équipe avec l'Autrichienne Stephanie Kröll. Les deux femmes effectuent la course en tête et malgré une chute de la Mexicaine dans la descente, le duo remporte la victoire. Elle domine la scène nationale et remporte la Golden Trail National Series Mexico haut la main.
Le 2 avril 2023, elle s'élance comme grande favorite aux championnats d'Amérique du Nord et centrale de skyrunning, courus dans le cadre de la Cumbre SkyRace au Costa Rica. Elle assume son rôle et domine la course de bout en bout. Elle s'impose en 2 h 8 min 24 s pour remporter le titre, terminant à la sixième position scratch avec vingt minutes d'avance sur sa compatriote Yenny Susano.
Le 8 septembre 2024, elle s'élance comme favorite sur l'épreuve de SkyMarathon aux championnats du monde de skyrunning à Covaleda. Elle se fait surprendre par la Suédoise Louise Jernberg qui mène la course de bout en bout pour s'offrir le titre. Karina Carsolio assure alors la deuxième place mais se fait doubler en fin de course par l'autre Suédoise Barbro Fjällstedt Oljans et se contente de la médaille de bronze.

## Palmarès
| no  | féminin            | Course                                                    | Longueur | Départ           | Temps           |
| --- | ------------------ | --------------------------------------------------------- | -------- | ---------------- | --------------- |
| 5e  | Médaille d'or      | Ultra-Trail de México - 50K Ultra Light                   | 50 km    | 10 octobre 2015  | 5 h 44 min 56 s |
| 69e | Médaille de bronze | DoloMyths Run                                             | 21 km    | 18 juillet 2021  | 2 h 18 min 17 s |
| 18e | Médaille d'or      | Monte Rosa SkyMarathon                                    | 35 km    | 25 juin 2022     | 6 h 43 min 31 s |
| 36e | Médaille de bronze | Trophée Kima                                              | 52 km    | 28 août 2022     | 8 h 2 min 3 s   |
| 6e  | Médaille d'or      | Championnats d'Amérique du Nord et centrale de skyrunning | 20 km    | 2 avril 2023     | 2 h 8 min 24 s  |
| 17e | Médaille de bronze | Minotaur SkyRace                                          | 33,5 km  | 24 juin 2023     | 5 h 11 min 34 s |
| 51e | Médaille de bronze | DoloMyths Run                                             | 22 km    | 15 juillet 2023  | 2 h 28 min 47 s |
| 12e | Médaille d'or      | Schlegeis 3000 Skyrace                                    | 34 km    | 22 juillet 2023  | 4 h 23 min 19 s |
| 26e | Médaille de bronze | Matterhorn Ultraks Extreme                                | 25 km    | 25 août 2023     | 4 h 23 min 32 s |
| 57e | Médaille d'argent  | Limone Extreme                                            | 22,2 km  | 28 octobre 2023  | 3 h 0 min 40 s  |
| 10e | Médaille d'or      | México Sky Challenge 35k                                  | 35,6 km  | 26 mai 2024      | 5 h 44 min 0 s  |
| 21e | Médaille de bronze | Minotaur SkyRace                                          | 33,5 km  | 22 juin 2024     | 5 h 10 min 27 s |
| 22e | Médaille d'or      | Cordillera Blanca Skyrace                                 | 23 km    | 7 juillet 2024   | 2 h 37 min 19 s |
| 45e | Médaille de bronze | Championnats du monde de skyrunning - SkyMarathon         | 37 km    | 8 septembre 2024 | 4 h 30 min 26 s |